# Isabelle de Holland
Isabelle (de) Holland est une femme de la noblesse anglaise du XIVe siècle. Elle est surtout connue pour avoir été la maîtresse de John de Warenne, 7e comte de Surrey.

## Biographie
Isabelle de Holland, née vers 1320, est l'une des filles de Robert de Holland, 1er baron Holand (en), et de Maud la Zouche, fille d'Alan la Zouche, 1er baron la Zouche d'Ashby. Par sa mère, Isabelle descend de Guillaume de Longue-Épée, un des fils illégitimes du roi d'Angleterre Henri II. Grâce à ses étroites relations avec Thomas de Lancastre, 2e comte de Lancastre, cousin du roi Édouard II et le plus puissant des magnats d'Angleterre, son père Robert s'élève progressivement au sein du baronnage anglais. La puissance de la famille Holland prend subitement fin lorsque Robert est emprisonné après l'exécution de Thomas de Lancastre en 1322 et assassiné mystérieusement par des rivaux politiques en 1328, quelques mois après sa libération.
Au début des années 1340, Isabelle entame une liaison avec John de Warenne, 7e comte de Surrey, pourtant au moins âgé d'une trentaine d'années de plus qu'elle. Désirant épouser sa maîtresse, le comte entame en 1345 une procédure d'annulation de son mariage avec Jeanne de Bar. Allant jusqu'à prétendre avoir eu par le passé une relation avec Marie d'Angleterre, la tante de son épouse, il échoue pourtant à obtenir gain de cause. Malgré cet échec, John cherche à léguer une partie de ses terres à Isabelle en juin 1346, mais doit renoncer à la suite des protestations de son neveu et héritier Richard FitzAlan, 3e comte d'Arundel. John de Warenne désigne tout de même sa maîtresse comme « ma compaigne » dans le testament qu'il rédige en date du 24 juin 1347, quelques jours avant son trépas.
Isabelle obtient à la mort de son amant plusieurs de ses biens mobiliers, dont « ma bague en or avec le bon rubis », cinq autres bagues en or, tous les vêtements du comte situés dans sa chapelle, tous les lits qu'il n'a pas encore légués, la moitié de son bétail, tous ses vases d'argent, une coupe en or et diverses assiettes. Elle n'a sans doute eu aucun enfant de sa liaison avec le comte de Surrey, qui a déjà plusieurs enfants illégitimes de sa précédente maîtresse Maud de Nereford. Le reste de la vie d'Isabelle de Holland demeure complètement inconnu. Ce qui est sûr, en revanche, c'est que sa famille prospère à partir du mariage de son frère Thomas avec Jeanne de Kent, la nièce du roi Édouard III, et deviendra très influente sous le règne de Richard II, fils de Jeanne, à la fin du XIVe siècle.